# Albe (rivière)
Pour les articles homonymes, voir Albe.
L'Albe est une rivière française qui coule dans le département de la Moselle, en région Grand Est. C'est un affluent assez important de la Sarre en rive gauche, donc un sous-affluent de la Moselle puis du Rhin.

## Géographie
De 33,3 km de longueur, l'Albe prend sa source sur le territoire de la commune de Rodalbe. Peu après sa naissance, elle s'oriente vers le nord-est et maintient cette direction tout au long de son parcours de 33 kilomètres. Elle conflue avec la Sarre à Sarralbe, localité située entre Sarre-Union, en amont, et Sarreguemines, en aval.

### Communes et cantons traversés
La rivière traverse ou longe les treize communes suivantes de Rodalbe, Bermering, Bénestroff, Virming, Neufvillage, Francaltroff, Léning, Réning, Nelling, Insming, Kappelkinger, Val-de-Guéblange, et Sarralbe, toutes situées dans le département de la Moselle.

## Hydronymie
Du gaulois Alba « la Blanche », en raison de ses eaux qui deviennent blanches lorsqu'elles sont limoneuses, le sol étant effectivement calcaire. L'absence de vocalisation du -l- devant -b- résulte de l'influence germanique, autrement Alba aurait évolué régulièrement en *Aube.

### Toponymes
L'Albe a donné son hydronyme suffixe aux deux communes suivantes de Rodalbe et Sarralbe.

## Affluents
L'Albe a neuf tronçons affluents contributeurs référencés :
- le ruisseau Harcheidraben, avec un affluent :
  - le ruisseau Sainte-Anne,
- le ruisseau le Lenzbronn, avec un affluent :
  - le ruisseau de l'Eschweihergraben,
- le ruisseau le Broucque,
- le ruisseau Kuhmattgraben, avec un affluent :
  - le ruisseau Beimattgraben,
- le ruisseau le Matzengraben,
- le ruisseau le Buschbach, avec deux affluents :
  - le ruisseau le Schnappbach,
  - le ruisseau de Zellen, avec un affluent :
    - le ruisseau Sainte-Marguerite,
- le ruisseau le Moderbach, avec quatre affluents et de rang de Strahler trois.
- le ruisseau la Rode, avec quatre affluents :
  - le ruisseau de l'Étang du Moulin d'Instiller,
  - le ruisseau des Roses,
  - le ruisseau d'Engengraben,
  - le ruisseau du Papillon,
- le canal des Houillères de la Sarre,

Le rang de Strahler est donc de quatre.

## Hydrologie

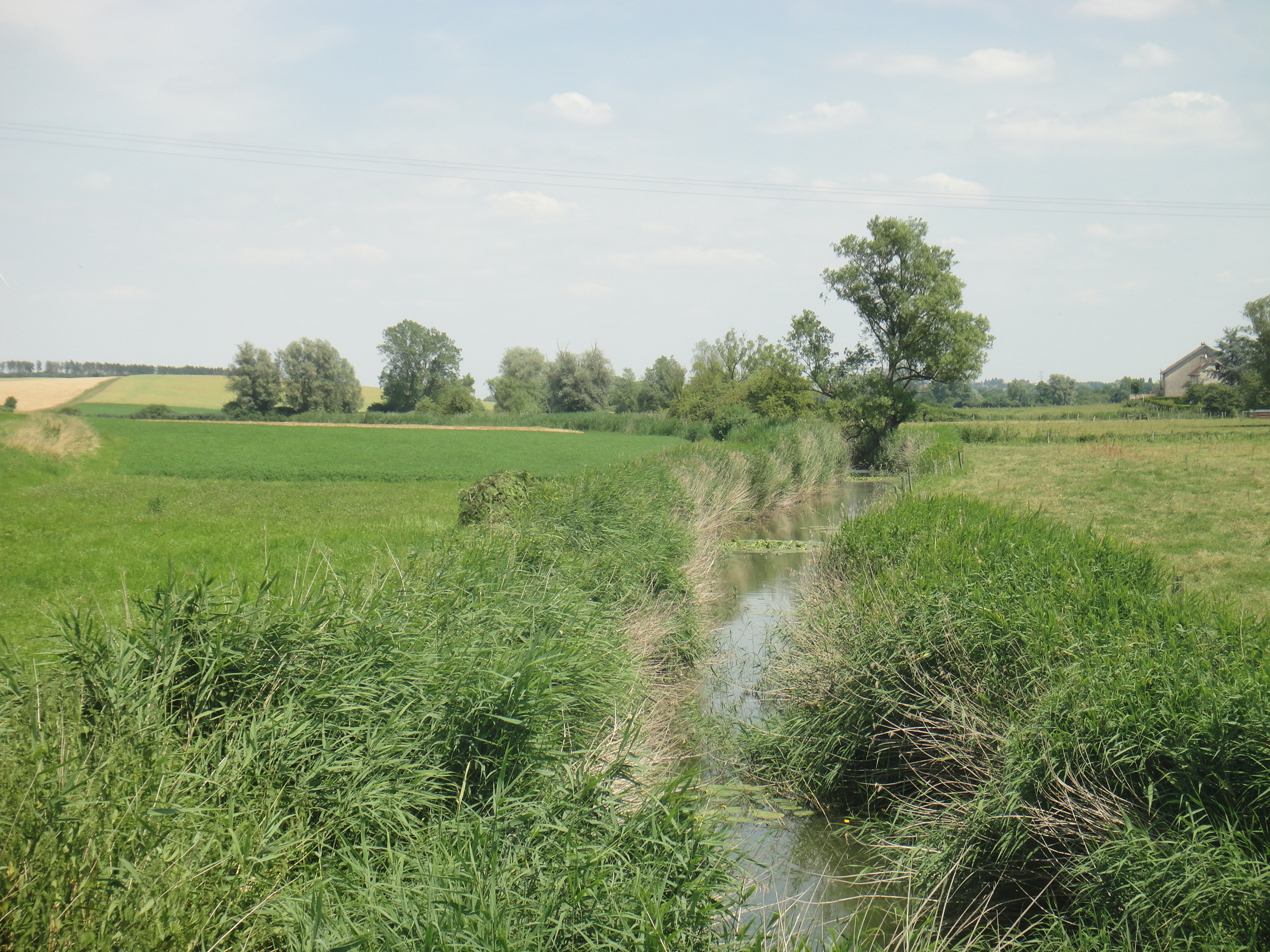
La vallée de l'Albe à Léning.

### L'Albe à Sarralbe
Le débit de l'Albe a été observé pendant une période de 40 ans (1968-2007), à Sarralbe, localité du département de la Moselle, située au niveau de son confluent avec
la Sarre. Le bassin versant de la rivière est de 407 km2.
Le module de la rivière à Sarralbe est de 4,17 m3/s.
L'Albe présente des fluctuations saisonnières de débit importantes, avec des hautes eaux d'hiver portant le débit mensuel moyen à un niveau situé entre 6,78 et 9,02 m3/s, de décembre à mars inclus (maximum en février), et des basses eaux d'été de fin juin à fin septembre, avec une baisse du débit moyen mensuel allant jusqu'à 0,88 m3/s au mois d'août (880 litres par seconde), ce qui est encore fort consistant.

### Étiage ou basses eaux
Cependant, le VCN3 peut chuter jusque 0,110 m3/s, en cas de période quinquennale sèche, soit 110 litres par seconde, ce qui devient assez sévère.

### Crues
D'autre part les crues peuvent être très importantes. Les QIX 2 et QIX 5 valent respectivement 60 et 95 m3/s. Le QIX 10 vaut 120 m3/s par seconde, tandis que le QIX 20 se monte à 140 m3/s. Enfin le QIX 50 est de 170 m3/s.
Le débit instantané maximal enregistré a été de 198 m3/s le 26 février 1997, tandis que la valeur journalière maximale était de 172 m3/s le même jour. En comparant le premier de ces chiffres aux valeurs des différents QIX de la rivière, il apparaît que cette crue était supérieure à la crue cinquantennale définie par le QIX 50, et donc exceptionnelle.

### Lame d'eau et débit spécifique
La lame d'eau écoulée dans le bassin de l'Albe est de 324 millimètres annuellement, ce qui peut être considéré comme élevé pour une rivière du plateau lorrain sans alimentation vosgienne, et équivaut plus ou moins à la moyenne d'ensemble de la France. Cela reste cependant inférieur au niveau d'ensemble du bassin français de la Moselle (454 millimètres en aval de Metz). Le débit spécifique (ou Qsp) se monte dès lors à 10,2 litres par seconde et par kilomètre carré de bassin.

## Littérature
- Les contes et légendes du pays d'Albe[4]

## Aménagements et écologie